# 大人の遊び場
大人の遊び場（おとなのあそびば）は子供の遊び場に対していわれるもので、大人が遊ぶための場所・施設の総称（通称や俗称）。

## 概要
居酒屋から、競輪・競馬・競艇などのギャンブルの他、各種風俗店などまでにわたる。
大人が、憂さ晴らしをするために利用したり、互いに愚痴をこぼしたりできるような場所、または羞恥心を抱かずに童心に返って楽しめる場所を指す。普段の生活では発散できないフラストレーションを解消するために利用される。

## 「大人の遊び場」の例
- コミュニケーション
  - 居酒屋・バー - 客同士のコミュニケーションの場
  - クラブ (接待飲食店)・キャバレー - 客と従業員のコミュニケーションの場
  - ビリヤード - 賭博の対象になる場合もある
  - ダーツ - 同上

- ギャンブル
  - 競輪
  - 競馬
  - 競艇
  - パチンコ
  - 麻雀

- スポーツ
  - 草野球
  - ゴルフ - コミュニケーションの場でもある
  - 釣り - 同上
  - スポーツジム - 同上
  - ボウリング

- 性風俗 - 性欲の処理、孤独感の解消など、様々な目的で利用される
  - ソープランド
  - ファッションヘルス
  - イメージクラブ
  - オナニークラブ
  - エステ
  - 手コキ風俗店
  - カップル喫茶
  - SMクラブ

## 備考
これ以外にも「大人ならではの趣味」を満足させるための場所がある。アルコール飲料を提供するものを含め、様々な形態があり、明確な区分はない。
近年ではゲームセンターでも、児童や青少年に娯楽を提供するのではなく、カジノを模して、ポーカー等のカードゲームやメダルゲームに特化した形態がみられる。一般のゲームセンターにはソフトドリンクの自動販売機しかないことが多いが、それらの店舗ではカクテルを提供する等、他業態との融合を図っている。
多くの遊びにルールがあるように、大人の遊びにも一定のルールが存在する。ルールを越えて享楽を追求すると、いわゆる奇行として問題視され、場合によっては罰せられる。